# Criptografia financera
La criptografia financera (de l'anglès financial cryptography) és l'ús de la criptografia en aplicacions als quals es podrien generar pèrdues financeres per un ús indegut si no es protegeix el sistema de missatges. La criptografia financera és vista sovint amb un abast molt ampli d'aplicacions. Ian Grigg veu la criptografia financera en set capes, com combinació de set disciplines diferents: criptografia, enginyeria de programari, drets, comptabilitat, gestió dels assumptes públics, valor, i aplicacions financeres. Els fracassos en els negocis sovint són deguts a l'absència d'una o més d'aquestes disciplines, o la mala aplicació d'aquestes. Això fa veure la FC com una matèria interdisciplinària. De fet, de manera inevitable, les finances i la criptografia es basen cadascuna en múltiples disciplines.